# Suncoast Hotel and Casino
Suncoast Hotel and Casino – hotel i kasyno w Las Vegas, w amerykańskim stanie Nevada. Stanowi własność korporacji Boyd Gaming. Jego grupą docelową są przede wszystkim lokalni mieszkańcy Las Vegas i jego okolic.
W skład obiektu, położonego na 20 hektarach ziemi, wchodzi hotel z 432 pokojami, kasyno o powierzchni 7.600 m², kino sieci Century Theatres, kręgielnia oraz obszar konferencyjny.
Suncoast bywa niekiedy przypisywany miejscowości Summerlin, jednak według granic administracyjnych zalicza się do Las Vegas. W momencie otwarcia w 2000 roku, Suncoast był najwyższym budynkiem po zachodniej stronie Las Vegas Valley.

## Historia
Ceremonia oficjalnego otwarcia obiektu miała miejsce 12 września 2000 roku, a symbolicznie zapoczątkował ją 5–minutowy pokaz fajerwerków. Suncoast wybudowany został przez korporację Coast Casinos (która w 2004 roku została wchłonięta przez Boyd Gaming). W tamtym okresie oczekiwano, że 90% gości hotelu stanowić będą lokalni mieszkańcy Las Vegas, widząc w nich grupę docelową obiektu.
Na przestrzeni lat w Suncoast wielokrotnie odbywały się różne wydarzenia wrestlingowe, a wśród nich m.in.: InterAction 7, Summer Bash 13, Black X-Mas 9 oraz ExtremeTV.